# Xavier de Zuchowicz
 (mai 2023).
Si vous disposez d'ouvrages ou d'articles de référence ou si vous connaissez des sites web de qualité traitant du thème abordé ici, merci de compléter l'article en donnant les références utiles à sa vérifiabilité et en les liant à la section « Notes et références ».
Xavier de Zuchowicz, né le 8 novembre 1948 à Pau, est un militaire français. Général de corps d'armée, il est le 135e gouverneur militaire de Paris du 1er août 2005 au 31 juillet 2007.

## Biographie

### Carrière militaire
Le 1er août 2005, Xavier de Zuchowicz est nommé gouverneur militaire de Paris
, poste qu'il quitte le 31 juillet 2007.

### Carrière dans le milieu civil
Xavier de Zuchowicz a rejoint Jean-Yves Gontier sur la liste « Unis pour La Baule-Escoublac » lors des élections municipales de mars 2020.

## Décorations
- Grand officier de la Légion d'honneur
- Grand officier de l'ordre national du Mérite [3]
- Croix de la Valeur militaire
- Croix du combattant
- Médaille d'Outre-Mer
- Médaille de reconnaissance de la Nation
- Médaille de la jeunesse, des sports et de l'engagement associatif, bronze